# CityWave
CityWave est un bâtiment de Milan en Italie.

## Histoire
Les travaux de construction de l'immeuble, conçu par le cabinet d'architecture danois Bjarke Ingels Group, débutent en septembre 2021 avec la pose de la première pierre à laquelle a également participé le maire de Milan, Giuseppe Sala. La fin des travaux est prévue pour 2025.

## Description
L'immeuble se compose de deux corps de bâtiment, l'un de 110 mètres et l'autre de 50 mètres de hauteur, reliés par un portique. La toiture accueillera le plus grand parc photovoltaïque de Milan,.